# 陈鲤庭
陈鲤庭（1910年10月20日—2013年8月27日），曾用名陈思白、笔名麒麟、C.C.T.等，男，上海人，中国戏剧家、电影导演、电影理论家。

## 生平
1930年上海大夏大学（今华东师范大学）高等师范系毕业。后进入上海南汇大团镇小学任教，1931年利用暑假创作独幕剧《放下你的鞭子》，并于同年10月10日与上海左翼戏剧家联盟谢韵心（章泯）、阿梁（梁耀南）等人在南汇惠南镇街头进行首场演出。1932年进入上海新亚中学任教，期间加入中国左翼戏剧家联盟。
1933年初，组织骆驼演剧队。1936年任上海业余剧人协会理事等职，演出《石达开的末路》等剧。1938年任旅川业余剧人协会理事兼导演，导演了《夜光杯》、《魔窟》、《钦差大臣》。1941年夏，在重庆导演了俄国讽刺作家果戈理名剧《钦差大臣》，引起轰动。1942年导演话剧《屈原》。同年出版电影理论专著《电影轨范》。1946年后任中央电影二厂、上海昆仑影业公司导演，编导《丽人行》、《幸福狂想曲》、《遥远的爱》等电影。
中华人民共和国成立后，又导演影片《人民的巨掌》、《劳动花开》等。2013年8月27日在上海華東醫院病逝，享壽103歲。